# Basketbol'nyj klub UNICS 2010-2011
Questa voce raccoglie le informazioni riguardanti il Basketbol'nyj klub UNICS nelle competizioni ufficiali della stagione 2010-2011.

## Stagione
La stagione 2010-2011 del Basketbol'nyj klub UNICS è la 14ª nel massimo campionato russo di pallacanestro, la Professional'naya basketbol'naya liga.

## Roster
Aggiornato al 12 luglio 2019
| UNICS Kazan' 2010-11 | UNICS Kazan' 2010-11 |
| Giocatori            | Staff tecnico        |
| -------------------- | -------------------- |

| N. | Naz.                                                  | Ruolo | Nome                 | Anno | Alt.   | Peso   |  |
| -- | ----------------------------------------------------- | ----- | -------------------- | ---- | ------ | ------ |  |
| 4  | Stati Uniti (bandiera)                                | G     | Terrell Lyday        | 1978 | 191 cm | 90 kg  |  |
| 6  | Croazia (bandiera)                                    | PG    | Marko Popović        | 1982 | 182 cm | 84 kg  |  |
| 7  | Russia (bandiera)                                     | AG    | Igor' Zamanskij      | 1977 | 202 cm | 94 kg  |  |
| 9  | Russia (bandiera)                                     | PG    | Pëtr Samojlenko (C)  | 1977 | 187 cm | 85 kg  |  |
| 11 | Russia (bandiera)                                     | G     | Zachar Pašutin       | 1974 | 196 cm | 92 kg  |  |
| 12 | Bielorussia (bandiera)                                | AC    | Uladzimir Verameenka | 1984 | 211 cm | 107 kg |  |
| 13 | Armenia (bandiera) · Russia (bandiera)                | P     | Amiran Amirchanov    | 1986 | 192 cm | 78 kg  |  |
| 16 | Bosnia ed Erzegovina (bandiera) · Slovenia (bandiera) | C     | Hasan Rizvić         | 1984 | 210 cm | 110 kg |  |
| 21 | Stati Uniti (bandiera) · Russia (bandiera)            | A     | Kelly McCarty        | 1975 | 201 cm | 107 kg |  |
| 22 | Stati Uniti (bandiera)                                | AP    | Ricky Minard         | 1982 | 196 cm | 95 kg  |  |
| 24 | Russia (bandiera)                                     | P     | Viktor Zvarykin      | 1986 | 200 cm | 93 kg  |  |
| 24 | Russia (bandiera)                                     | G     | Nikolaj Padius       | 1980 | 195 cm | 88 kg  |  |
| 30 | Polonia (bandiera)                                    | C     | Maciej Lampe         | 1985 | 210 cm | 125 kg |  |
| 33 | Montenegro (bandiera)                                 | C     | Slavko Vraneš        | 1983 | 229 cm | 136 kg |  |

| Allenatore                                                                                 |
| - Evgenij Pašutin                                                                          |
| Assistente/i                                                                               |
| - Ivan Jeremić - Aleksandr Zrjadčikov Legenda - (C) Capitano - (IN) Inattivo - Infortunato |

## Mercato

### Sessione estiva
| Acquisti | Acquisti       | Acquisti             | Acquisti   | Acquisti |
| R.a      | Nome           | da                   | Modalità   |          |
| -------- | -------------- | -------------------- | ---------- | -------- |
| G        | Zachar Pašutin | Sptk. S. Pietroburgo | definitivo |          |
| AP       | Ricky Minard   | Chimki               | definitivo |          |
| A        | Kelly McCarty  | Chimki               | definitivo |          |
| C        | Hasan Rizvić   | Azov. Mariupol'      | definitivo |          |
| C        | Slavko Vraneš  | Partizan             | definitivo |          |

| Cessioni | Cessioni           | Cessioni         | Cessioni       | Cessioni |
| R.       | Nome               | a                | Modalità       |          |
| -------- | ------------------ | ---------------- | -------------- | -------- |
| AP       | Saulius Štombergas |                  | ritirato       |          |
| C        | Krešimir Lončar    | Chimki           | fine contratto |          |
| G        | Artëm Kuzjakin     | Kr. Kryl. Samara | fine contratto |          |

### Dopo l'inizio della stagione
| Acquisti | Acquisti       | Acquisti      | Acquisti   | Acquisti |
| R.       | Nome           | da            | Modalità   |          |
| -------- | -------------- | ------------- | ---------- | -------- |
| G        | Nikolaj Padius | Antalya Kepez | definitivo |          |

| Cessioni | Cessioni        | Cessioni         | Cessioni    | Cessioni |
| R.       | Nome            | a                | Modalità    |          |
| -------- | --------------- | ---------------- | ----------- | -------- |
| P        | Viktor Zvarykin | Kr. Kryl. Samara | rescissione |          |